# 頚椎症
頚椎症（頚部脊椎症、cervical spondylosis）とは、頚椎の椎間板、ルシュカ関節、椎間関節などの適齢変性が原因で、脊柱管や椎間孔の狭窄をきたして症状が発現した疾患である。そのうち脊髄症状を発現した場合を頚椎症性脊髄症、神経根症が発現した場合は頚椎症性神経根症とよぶ。神経根症では主に一側性に痛みやしびれが生じる。

## 症状
頚椎症は神経根症と脊髄症、およびその混合型に大別される。神経根症では初発症状で疼痛が顕著であり、首の痛み、肩こり、上肢の痛み、しびれ、感覚鈍麻が見られる。
脊髄症では初発症状がしびれの場合が多く、しびれ、感覚鈍麻のほか、手指の動きのぎこちなさ（巧緻運動障害）、筋力の一時的急低下、歩きにくさ（歩行障害）などを訴えることが多い。また排泄障害を呈することもある。

## 身体所見
まずは首の姿勢、即ち首下がり症候群や斜頚の有無を確認する。関節可動域制限、C2などに圧痛がないか、叩打痛などがないかを確認し、神経学的所見の有無を確認する。
Jackson test（head compression test）
ジャクソン試験は神経根刺激症状をみる検査である。頚椎をやや後屈位にし、頭部を下方に圧迫すると患側の肩、および上肢に放散痛が生じる。なお、一般的には上肢への放散痛が生じるとされるが、実際にはそのような典型例は少なく、頚部痛・肩甲部痛のみが誘発されることも多い。試験者に上肢（腕）に放散痛があるか尋ねられ、肩甲部痛のみで上肢の放散痛がないことから否定の回答をしてしまうことがあるが、肩甲部痛が生じたことを伝えることが重要である。ジャクソンテスト陽性の場合、神経根症の疑いがある。
Spurling test（foraminal compression test）
スパーリング試験は神経根刺激症状を見る検査である。頚椎を患側へ後側屈させ軸圧を加えると椎間孔が狭窄されて疼痛が症状側の上肢にはしる。これも、一般的には上肢放散痛が生じるとされるが、実際にはそのような典型例は少なく、頚部痛・肩甲部痛のみが誘発されることも多い。肩甲部痛のみの場合であっても、症状が誘発された旨を伝えることが重要である。スパーリングテスト陽性の場合、神経根症の疑いがある。
Lhermitte sign
レルミット徴候は仰臥位で頭部を他動的に前屈させる。背部から下肢に電撃痛が走った場合は陽性であり、脊髄症の疑いがある。
ten second test
10秒試験は巧緻運動障害の有無を調べる検査である。グーとパーを繰り返す動作を10秒間で何回できるか数える。20回以下では巧緻運動障害ありと考える。
Adson test
アドソン試験は鎖骨下動脈の圧迫を調べる検査である。
筋力試験
簡便に調べるには以下のような手順でスクリーニングする。まずはバンザイの動作をして肩周囲の筋力と肩の関節可動域を確認する。次に抵抗下で肘の曲げ伸ばしでC5とC7の筋力を確認する。手首の背屈でC6の筋力を確認する。そして握力計で握力を測定する。

## 代表的な神経根症
頚部神経根症の多くは頚部痛や一側上肢の痛みやしびれが主訴になる。スパーリング徴候が重要な手がかりになるが、そのような所見がなければ神経症状が単一神経根症として説明できるか、画像診断で圧迫因子が証明できるかが診断のポイントとなる。上肢ではデルマトームに重なりや個人差が多いためミオトームの信頼性が高い。
| 神経根   | C5                                   | C6                 | C7                 | C8                                     |
| -------- | ------------------------------------ | ------------------ | ------------------ | -------------------------------------- |
| 腱反射   | （上腕二頭筋反射低下）               | 上腕二頭筋反射低下 | 上腕三頭筋反射低下 | （上腕三頭筋反射低下）                 |
| 筋力低下 | 三角筋筋力低下（上腕二頭筋筋力低下） | 上腕二頭筋筋力低下 | 上腕三頭筋筋力低下 | （上腕三頭筋筋力低下）、小手筋筋力低下 |
| 感覚障害 | 肩周辺                               | 母指、示指         | 示指、中指         | 薬指、小指                             |

### C5神経根症
C4/C5が罹患椎間となる。肩外転筋（三角筋、棘上筋）と肩外旋筋（棘下筋、小円筋）の筋力低下や筋電図異常が認められる。それよりも程度が軽いものの、肘屈筋（上腕二頭筋、腕橈骨筋）の筋力低下と筋電図異常が認められる。上腕二頭筋反射と腕橈骨筋反射が消失する。鑑別としては肩挙上障害をおこす神経疾患として副神経麻痺と長胸神経麻痺がある。

### C6神経根症
C5/C6が罹患椎間となる。円回内筋の筋力低下と筋電図異常がC6神経根症を示唆する。その他の症状はC5神経根症類似の場合とC7神経根症類似の場合がある。

### C7神経根症
C6/C7が罹患椎間となる。頚部神経根症で最も多く見られる。上腕三頭筋、手根屈筋、総指伸筋が選択的に筋力低下や筋電図異常を示し、上腕三頭筋反射の低下や消失があればC7神経根症の可能性が高い。なお、主にC７神経根症において大胸筋の痛みを訴えることがある。これは頚性狭心症（cervical angina）と呼ばれ、心臓そのもの（胸部中央）ではなくむしろ左右いずれかに偏った胸部に痛みが生じる。

### C8神経根症
C7/Th1が罹患椎間となる。頸椎手術後に起こりやすい。総指伸筋、指屈筋、手内筋の筋力低下や筋電図異常が特徴である。下垂指を示すことがある。

### 重要な鑑別
正中神経傷害とC6～7神経根障害の鑑別
正中神経障害では感覚障害は手首より遠位部の掌側に限局し、第4指は橈側半分が障害される。C6～C7根症では手首より前腕の方に感覚障害の分布が広がっており手背部も障害される。
尺骨神経障害とC8～T1神経根障害の鑑別
尺骨神経障害では感覚障害が手首より遠位部第4指の尺側と第5指の掌側と背側が障害される。C8～T1根症では手首より前腕に感覚障害が広がっている。

## 検査
神経学的診断を補うものとして画像検査がある。画像検査はしばしば無症候性ヘルニアを描き出すため、画像検査を過度に重視することはかえって誤診を招く恐れがある。必ず神経学的診断や他の検査を総合して診断を下さなければならない。画像検査にはX線撮影、CT、MRI、ミエログラフィーが知られている。また、画像検査と疼痛再現検査を兼ねるものとして神経根造影ブロック検査や椎間板造影検査がある。神経症状がある場合はすみやかにMRI撮影を行う。痛みのみの場合は必要に応じて行う。

### 頚椎X線撮影
配列、骨の状態（骨折、骨粗鬆症、骨萎縮、骨破壊、骨硬化、骨透亮、溶骨変化など）、脊柱管の狭窄、椎間板の狭小化、靭帯付着の変化、軟部組織の腫脹に注意する。正面像では脊柱配列とルシュカ関節の形状に注意する。脊柱配列では側湾変形や頚椎の傾きに関して評価する。正常では椎体外側に斜方向の関節裂隙がみえる。変形するとルシュカ関節辺縁から横方向へ伸びる骨棘が出現する。側面像では脊柱配列、椎体終板の骨硬化、椎体前縁または後縁の骨棘、脊柱管の前後径、椎間板腔の高さ、前縦靭帯や後縦靱帯の骨化、後咽頭腔幅や気管後腔幅の変化の有無を確認する。脊柱配列としては頚椎は生理的に前に湾曲しているため、生理的前湾の消失がないかS字型変形がないか、すべりがないかを確認する。脊柱管前後径は脊柱管の広さの指標であり正常は14mm以上である。後咽頭腔幅や気管後腔幅の変化は頚椎前方の膿瘍形成や外傷による血腫、浮腫によって拡大する。前後屈側面像では主に頚椎の安定を評価する。環軸歯突起間距離は関節リウマチや外傷で環軸椎亜脱臼を生じた場合に前屈位で開大する。正常は3mm以下である。また不安定性がある場合は前後屈時の上位椎体後下縁と下位椎弓前上縁を測定する。測定値が12mm以下ならば動的狭窄となる。両斜位像では椎間孔の狭小化を確認する。開口位正面像では歯突起骨折や環軸椎回旋位固定の時に撮影する。

## 治療
薬物治療、注射治療、装具療法、理学療法、神経ブロック、手術療法が知られている。

### 薬物治療
消炎鎮痛薬、筋弛緩薬、胃炎治療薬を投与する場合が多い。疼痛が弱い場合は湿布などを用いる。

### 注射治療
疼痛が存在する部位が明らかな場合はトリガーポイント注射を行う。このほか神経根造影ブロックは治療と検査の両方を兼ねるもので、疼痛が顕著で神経根症が疑われる場合責任高位の同定に有益である。

### 装具療法
首が痛みで動かせない場合は頚椎カラーを用いて頚椎の安静をはかる。

### 理学療法
急性期には行わないが1週間程度経過し症状が落ち着いたら理学療法を行う。頚椎牽引、温熱療法、ストレッチなどがある。
頚椎牽引
体重の1/6から開始し8～15Kgまでを目安にする。
ストレッチ
肩すくめ、胸はり、首の回旋などの指導を行う。
温熱療法
慢性炎症の消炎に効果がある。
神経ブロック

### 手術
頚椎後方手術としては頚椎症性脊髄症に対する片開き式脊柱管拡大術が知られる。頚椎前方手術としては頚椎椎間板ヘルニアに対する前方除圧固定術が知られる。
- 頚椎前方到達法　 全身麻酔下で、仰臥位（仰向けの姿勢）で手術を行う。頚部の右側（場合により左側）に皮膚切開を行い、気管と食道を正中に引き寄せながら頚椎の前面に到達し、頚椎の一部を削り、脊髄の方へと進み、脊髄に対する圧迫を除去できたことを確認後、頚椎に出来た空間に、腰骨からの骨や人工物（スペーサー）を挿入し、創部ドレナージ管を留置して手術を終える。通常は2-3時間程度の手術である。[2]
- 頚椎後方到達法　全身麻酔下で、腹臥位（うつ伏せの姿勢）で手術を行う。頭の後ろに皮膚切開を行い、頚椎の後方（椎弓）に付着している筋肉を剥離し、椎弓に縦の溝を作成し、正中部分で頚椎を縦割、もしくは片側から持ち上げて、椎弓を持ち上げる事で、脊柱管を拡大させる。持ち上げた椎弓の間にはセラミックで出来た人工骨などを入れて固定する。通常、頚部脊椎症では脊髄は前側から圧迫されるために、この術式では圧迫因子そのものを除去することは出来ない。脊髄の入っている空間（脊柱管）を拡大することにより、脊髄への圧迫を軽くすることを目的とし、セラミックで出来た人工骨と本来の頚椎の間には時間とともに新しい骨が形成され、強固な固定が得られる。閉創時に筋肉を出来るだけもとの形に戻し、創部ドレナージ管を留置して閉創する。通常は1.5-3時間程度の手術である。[2]